# Maruja Muci
Maruja Muci es una cantante y compositora venezolana.
Maruja Muci cuenta con una amplia formación artística y musical clásica, y ha editado cinco discos hasta el momento: Dreaming in Caracas (2005), My Funny Valentine (2008), Tiempos Modernos (2010), Escríbeme (2012), Invictus (2016)

## Biografía
Maruja Muci. Antes de grabar su primer disco completó su formación artística y musical, participando en musicales (Hair), zarzuelas (La Gran Vía) o poniendo voz e imagen a distintas campañas publicitarias. En el año 2002 grabó en Nueva York el sencillo «Mala Idea» de José Luis Pardo, guitarrista de Los Amigos Invisibles. Maruja Muci es egresada en Derecho por la UCAB. Ha seguido estudios de canto clásico con Florentina Adam y de piano con el maestro Gerry Weil.

## Su música
La música de Maruja Muci hunde sus raíces en el jazz y bebe de las nuevas tendencias musicales: lounge, bossa nova, chill out, world music... Sus canciones abordan temas universales como el amor, la soledad, y la libertad del ser humano.
De su música la crítica ha dicho que «se trata de un trabajo relajado, lleno de color, con fineza», que «conjuga magníficos arreglos en el mejor estilo jazz-bossa-lounge con sonidos sugestivos, llenos de atmósferas creadas por instrumentos vivos» o, al referirse a su voz, que ésta es «increíble, espectacular», “bálsamo geométrico correctamente aplicado pero ahora en forma de riesgo”.

## Discografía

### Dreaming in Caracas
Dreaming in Caracas (2005), es un disco que conjuga canciones creadas por Maruja Muci con versiones personalizadas de temas clásicos de la música venezolana y universal. La producción general del disco fue realizada por la propia cantante con la colaboración de dos músicos arreglistas venezolanos excepcionales, José Manuel Pinto y Gonzalo Micó, y el trabajo de un grupo de grandes músicos. Maruja Muci interpreta sus canciones en español, inglés y portugués, dotándolas de una misma identidad que homogeneiza su trabajo. Con arreglos cuidados y precisos, uso de instrumentos variados y una personalidad vocal propia, este primer disco se distingue por el sello de su calidad musical y por el genio de la voz de su intérprete. En su página web existe actualmente la posibilidad de descargar gratuitamente las canciones de este disco.
1. I Keep on Dreaming
2. I Seek your Heart
3. Caramba
4. Tanto
5. Fly me to the Moon
6. Baubles, Bangles and Beads
7. Venezuela
8. Mala Idea
9. Love is in the Air
10. Velas Izadas
11. I’ll be Gone
12. Chovendo Na Roseira
13. Venezuela (reprise)
14. Tanto (Adrian Holtz’s remix)

### My Funny Valentine
My Funny Valentine (2008) es un disco que, en clave de jazz, versiona trece magníficas canciones de lo que se ha dado en llamar The Great American Songbook. El disco fue grabado en vivo y contó con la participación de Benjamín Brea (saxo y flauta), Carlos Rodríguez (bajo), Miguel Hernández (batería) y Alberto Lazo (piano). Nadim Dao tocó la armónica en el blues «Do I Move You» y Pedro Vásquez el chelo en la balada «Everytime We Say Goodbye». El tema que da nombre al disco, «My Funny Valentine», fue arreglado e interpretado al piano por Gerry Weil.
1. All of Me
2. Black Coffee
3. Tenderly
4. Fever
5. Lullaby of Birland
6. Peel Me a Grape
7. Every Time We Say Goodbye
8. It Ain't Necessarilly So
9. Cry Me a River
10. Night and Day
11. We’ll be Together Again
12. Do I Move You
13. My Funny Valentine

### Tiempos modernos
En Tiempos Modernos (2010), su tercer disco, Maruja Muci presenta nueve canciones compuestas por ella misma en una propuesta original y audaz que da un impulso cualitativo a su carrera musical. Sus temas conjugan vanguardia y tradición, mezclando en su justa medida la música popular venezolana con la electrónica. Los teclados y programaciones, de Adrian Holtz, cuya magnífica producción es piedra clave en esta obra, se fusionan perfectamente con la percusión afro-venezolana de Diego Álvarez Muñoz, Alberto Vergara y William Troconis. Ritmos sólidos y sonidos etéreos acompañan a las guitarras de Carlos Camarasa, Adam Ross y el propio Holtz. Coros envolventes, compases básicos y arreglos de cuerda hacen brillar la voz de Maruja Muci, que destaca con fuerza. Una versión de la popular The Final Countdown de Europe, con una delicada y sorprendente producción de Kurt Uenala y Adrian Holtz, cierra como bonus track una obra redonda llamada a ser referencia de la música venezolana actual.
En los temas del disco, en cuya grabación se recurrió a las nuevas tecnologías, pueden rastrearse una reflexión sobre las relaciones personales, la crítica de la soledad y de la incomunicación a que conducen las sociedades modernas y la reivindicación de la libertad como anhelo último del ser humano.
1. Primavera
2. Mantra
3. Algún Lugar
4. Tiempos Modernos
5. Promiscua Soledad
6. Pensamiento Libre
7. Besos
8. Adiós
9. Canción de Cuna
10. Bonus track: The Final Countdown (Joey Tempest)

### Escríbeme
En Escríbeme, (2012) su cuarto disco, Maruja Muci regresa al género del Jazz versionando 12 boleros de ayer y de hoy, se pudiera decir que es la versión en español de su segundo trabajo My Funny Valentine aunque conserva un tema en inglés, el famoso Love for Sale de Cole Porter.
1. Alma Mía
2. Escríbeme
3. Felicidad
4. Llanto De Luna
5. Franqueza
6. Vida Loca
7. Pecado
8. En La Oscuridad
9. Hazme La Noche
10. Noche De Mar
11. El Día que me Quieras
12. Qué Te Pedí
13. Love for Sale

### Invictus
Invictus (2016) es su quinto disco, con 4 canciones distintas entre sí pero con una sola temática: la violencia que ha tocado su vida en los últimos años en Venezuela.
1. María la del Barrio
2. Invictus
3. Cinco
4. Alegre Despertar

Sus cinco trabajos discográficos se encuentran a la venta en www.cdbaby.com, Itunes, Amazon.com, tiendas Acantus en Centro Comercial San Ignacio en Caracas.